# 1+1 удома
«1+1 удома» (читається «Один плюс один удома») — українська новорічна музична комедія, яка була створена студією «Квартал 95». В основі сюжету лежить легендарна голлівудська комедія «Сам удома» з Маколеєм Калкіним. Фільм вийшов на екрани 31 грудня 2013 року на телеканалі 1+1.

## Сюжет
Напередодні новорічного свята у містечку панує чарівна атмосфера. Але, на жаль, батьки Міші Скалкіна та Соні Мартинюк вимушені вирушити у справах, заливши свої діточок самих. Тут і починаються веселі пригоди…

## В ролях

### Головні персонажі
| Актор                | Роль                                             |
| -------------------- | ------------------------------------------------ |
| Іван Шмаков          | Міша Скалкін                                     |
| Ганна Поліщук        | Соня Мартинюк                                    |
| Володимир Зеленський | Вован                                            |
| Євген Кошовий        | Жекан                                            |
| Олена Кравець        | Роза Марківна                                    |
| Людмила Барбір       | Світлана Скалкіна, мама Міші                     |
| Андрій Доманський    | Дмитро Скалкін, батько Міші                      |
| Марина Леончук       | Варвара Мартинюк, мама Соні                      |
| Юрій Горбунов        | Тимофій Мартинюк, батько Соні                    |
| Олександр Пікалов    | Генерал/полковник/підполковник/майор             |
| Руслана Писанка      | Дружина генерала/полковника/підполковника/майора |
| Юрій Корявченков     | Лейтенант                                        |
| Юрій Крапов          | Сержант                                          |
| Сергій Казанін       | Сержант                                          |
| Віктор Андрієнко     | Мер                                              |
| Ольга Сумська        | Дружина мера                                     |
| Лідія Таран          | Ведуча новин                                     |
| Міко Фаталов         | Продавець іграшок                                |
| Руслан Сенічкін      | Наладчик                                         |

### Запрошені зірки
- Віктор Бронюк
- Ані Лорак
- дует Потап і Настя Каменських
- Олег Скрипка
- Руслана
- Олександр Пономарьов та ін.

## Знімальна група
- Автори ідеї: Володимир Зеленський, Борис Шефір, Сергій Шефір, Андрій Яковлєв
- Продюсери: Володимир Зеленський, Борис Шефір, Сергій Шефір, Андрій Яковлєв
- Режисер-постановник: Дмитро Малков
- Автори сценарію: Михайло Савін, Дмитро Козлов, Олександр Брагін, Юрій Костюк, Дмитро Григоренко
- Оператор: Олексій Назарук
- Композитор: Юрій Гром
- Художник: Вадим Шинкарев

## Пісні
- «Всё пучком» — Настя Каменських та Потап
- «Я с тобой» — Ані Лорак
- «Жизнь продолжается» — Тіна Кароль

## Цікаві факти
- Спеціально для зйомок мюзиклу «1+1 удома» було створено в знімальному павільйоні містечко в стилі старої Праги: 20 будинків, кафе, центральну площу, магазини, ліс, і навіть вагон потягу "Hyundai"[1].
- «1+1 удома. Операція Новий рік» — це перша серія фільму «1+1 удома». Продовження вийшло під назвою «1+1 удома. Операція 8 березня».